# (22171) Choi
(22171) Choi (2000 WK179) – planetoida z grupy pasa głównego asteroid okrążająca Słońce w ciągu 4,14 lat w średniej odległości 2,58 j.a. Odkryta 26 listopada 2000 roku.